# 库唐苏兹
库唐苏兹（法語：Coutansouze，法語發音：[kutɑ̃suz]）是法国阿列省的一个市镇，位于该省南部，属于蒙吕松区。

## 地理
库唐苏兹（46°13'6"N, 3°0'38"E）面积13.42 平方千米，位于法国奥弗涅-罗讷-阿尔卑斯大区阿列省，该省份为法国中部省份，北起涅夫勒省、西北接谢尔省，西南至克勒兹省，南至多姆山省，东南临卢瓦尔省，东临索恩-卢瓦尔省。
与库唐苏兹接壤的市镇（或旧市镇、城区）包括：贝勒纳沃、希拉莱格利斯、埃沙西耶尔、拉利佐勒、卢鲁德布布勒。

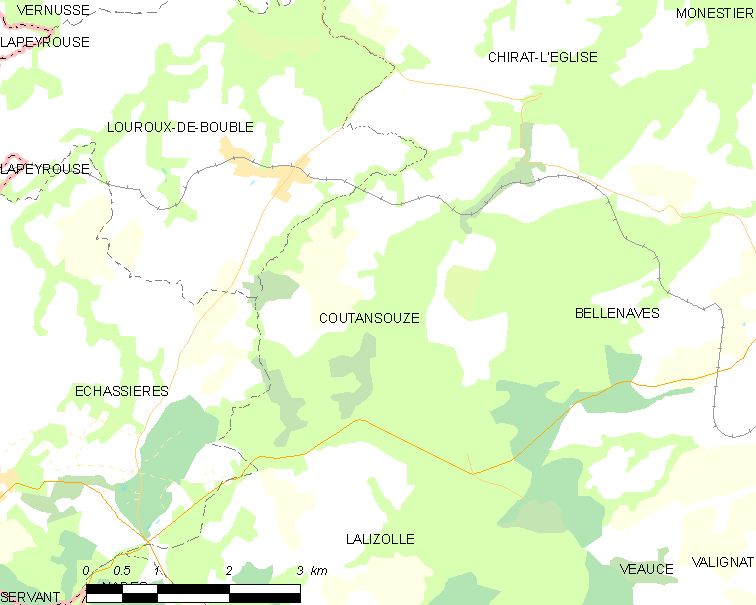
库唐苏兹的OSM定位图

库唐苏兹的时区为UTC+01:00、UTC+02:00（夏令时）。

## 行政
库唐苏兹的邮政编码为03330，INSEE市镇编码为03089。

## 政治
库唐苏兹所属的省级选区为加纳县。

## 人口

1962-2008年间库唐苏兹人口变化图示

库唐苏兹于2022年1月1日时的人口数量为158人。